# Catedral del Divino Salvador (Ostrava)
La Catedral del Divino Salvador (en checo: Katedrála Božského Spasitele), situada en el centro de Ostrava, es la segunda iglesia católica más grande en Moravia y Silesia (después de la basílica de Velehrad). Esta catedral-basílica del Neorrenacimiento fue diseñada por Gustav Meretta, el arquitecto oficial del arzobispo de Olomouc, su interior es de Max von Ferstel. La catedral posee tres naves y un ábside semicircular. La nave principal tiene 14 metros de largo por 20 de altura, las naves laterales tienen 7 metros de largo por 10 de altura. Posee una capacidad de 4 000 personas sentadas. El 30 de mayo de 1996 el Papa Juan Pablo II erigió la diócesis de Ostrava-Opava y la basílica fue elevada a catedral. En 1998 se le instaló un nuevo órgano neobarroco.  